# Линия 6 (Парижское метро)
Линия 6 (фр. Ligne 6) — одна из 16 линий Парижского метро. Образует южную часть кольца метрополитена, замкнувшего центр французской столицы (линия 2 образует её северный сектор). Большую часть пути линия проходит над землей. Обозначается на схемах светло-зелёным цветом, как и линия 7bis, и числом 6. Линия 6, как и линия 2, это одна из двух крупнейших линий, расположенных полностью внутри Парижа.

## Хронология
- 2 октября 1900 года - открытие участка между Этуаль и Трокадеро (ответвление 1 линии);
- 6 ноября 1903 года - линия продолжена от Трокадеро до Пасси, ей было дано название 2 южная линия;
- 24 апреля 1906 года - 2 южная линия продолжена от Пасси до Пляс д´Итали;[1]
- 14 октября 1907 года - 2 южная линия на своем протяжении от Пасси до Пляс д´Итали стала частью 5 линии;
- 1 марта 1909 года - открытие 6 линии между Пляс д´Итали и Насьон;
- 12 октября 1942 года - участок Этуаль - Пляс д´Итали стал частью линии 6 (Пляс д´Итали - Насьон) с целью отделить надземные линии метро от подземных, чтобы обеспечить работу метрополитена в случае повреждения надземных участков в результате воздушных налетов);
- 1974 год - поезда 6 линии переведены на шинный ход.

## Схема линии
Протяжённость линии составляет 13,665 км, из которых 6,5 км (45% длины линии и 13 станций из 28) - в её надземной части. Она дважды пересекает Сену на метромостах. Линия 6 вместе с линией 2 образуют кольцо в центре (пересадка происходит на конечных станциях линии 6 — Этуаль и Насьон). Линия 6 начинается станцией Шарль де Голль — Этуаль под площадью Шарля де Голля (технически конечной станицей является Клебер). Далее линия 6 продолжается на юг до станции Трокадеро, где существует пересадка на линию 9. Далее следует весьма зигзагообразный перегон под улицей Бенджамина Франклина до станции Пасси, полуподземной, полунадземной. Затем линия 6 пересекает Сену по метромосту Бир-Хакейм, длиной 230 метров, на одноименной станции можно пересесть на линию RER С. Продолжается надземный участок линии длиной 2670 метров. На станции Ля Мотт-Пике-Гренель можно пересесть на линию 8 и 10. На подходе к станции Пастер линия снова уходит под землю. Следует 630-метровый перегон до станции Монпарнас-Бьенвеню.

## Достопримечательности
6 линия метро на большинстве своего протяжения — надземная и из поезда открываются виды на Париж 
- Так, например на перегоне Пасси — Бир Хакейм отркывается вид на Эйфелеву башню,

6 линия метро также проходит вблизи многих других парижских достопримечательностей:
- Площадь Шарля де Голля и Триумфальная арка
- Площадь Трокадеро
- Марсово поле
- квартал вблизи вокзала Монпарнас с его многочисленными кафе и башней Монпарнас
- Площадь Италии
- Министерство финансов Франции в Берси

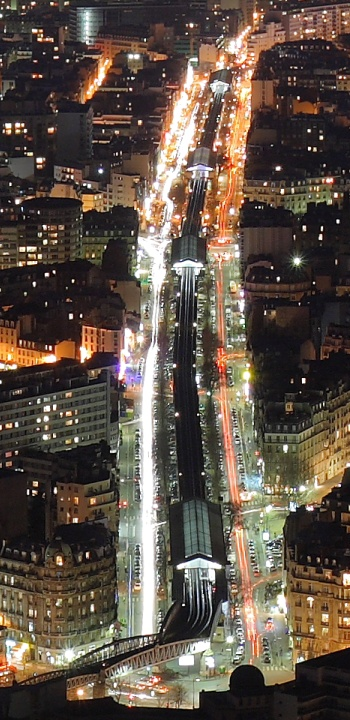
Надземная часть линии. Вид с Башни Монпарнас

- Площадь Насьон

## Фотографии

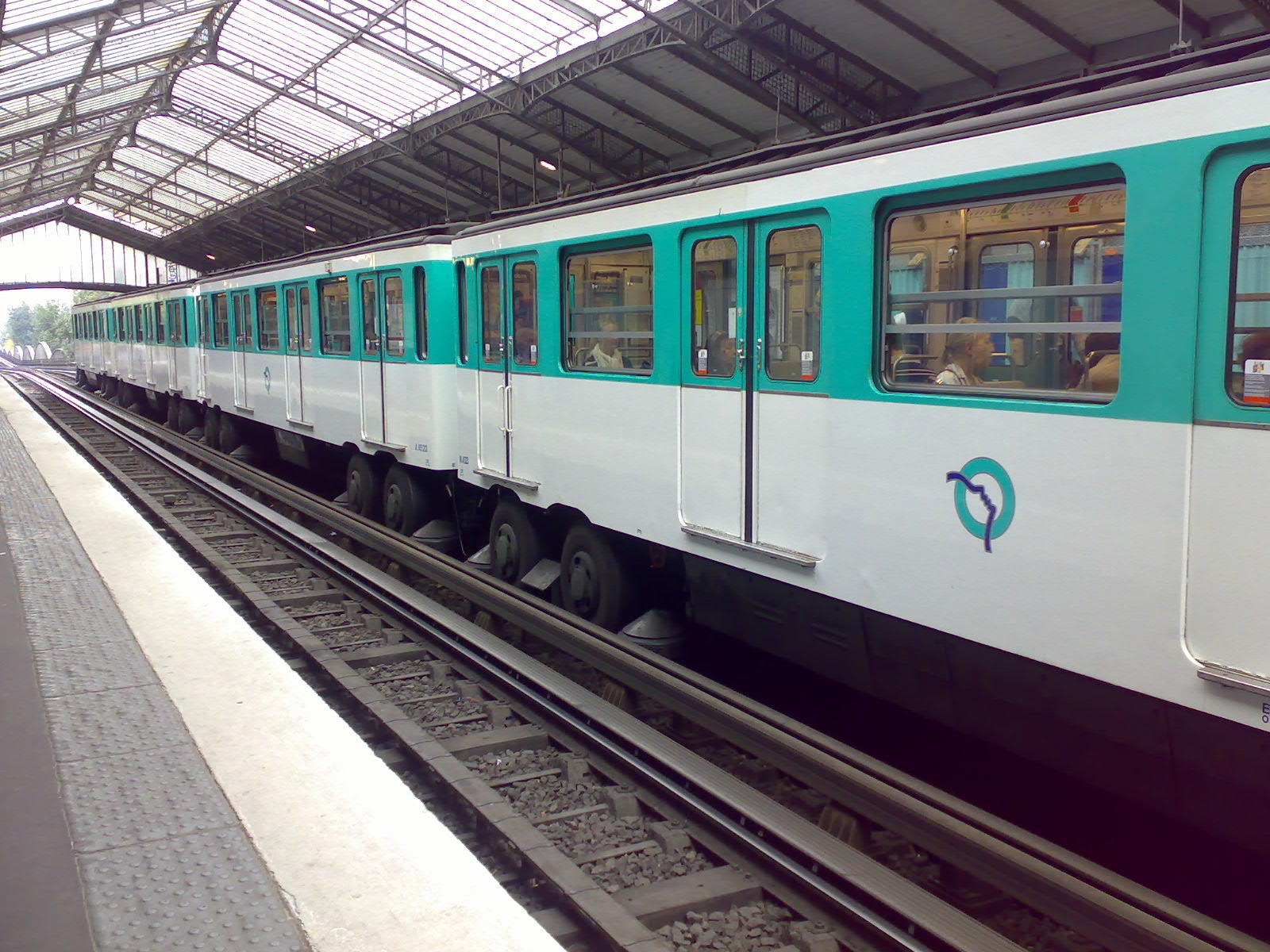
Бир-Хакейм
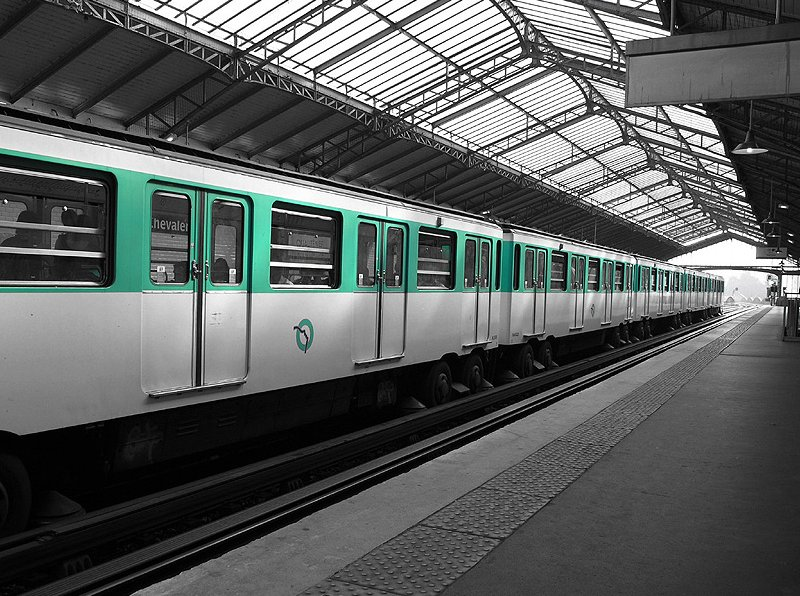
Шевальре
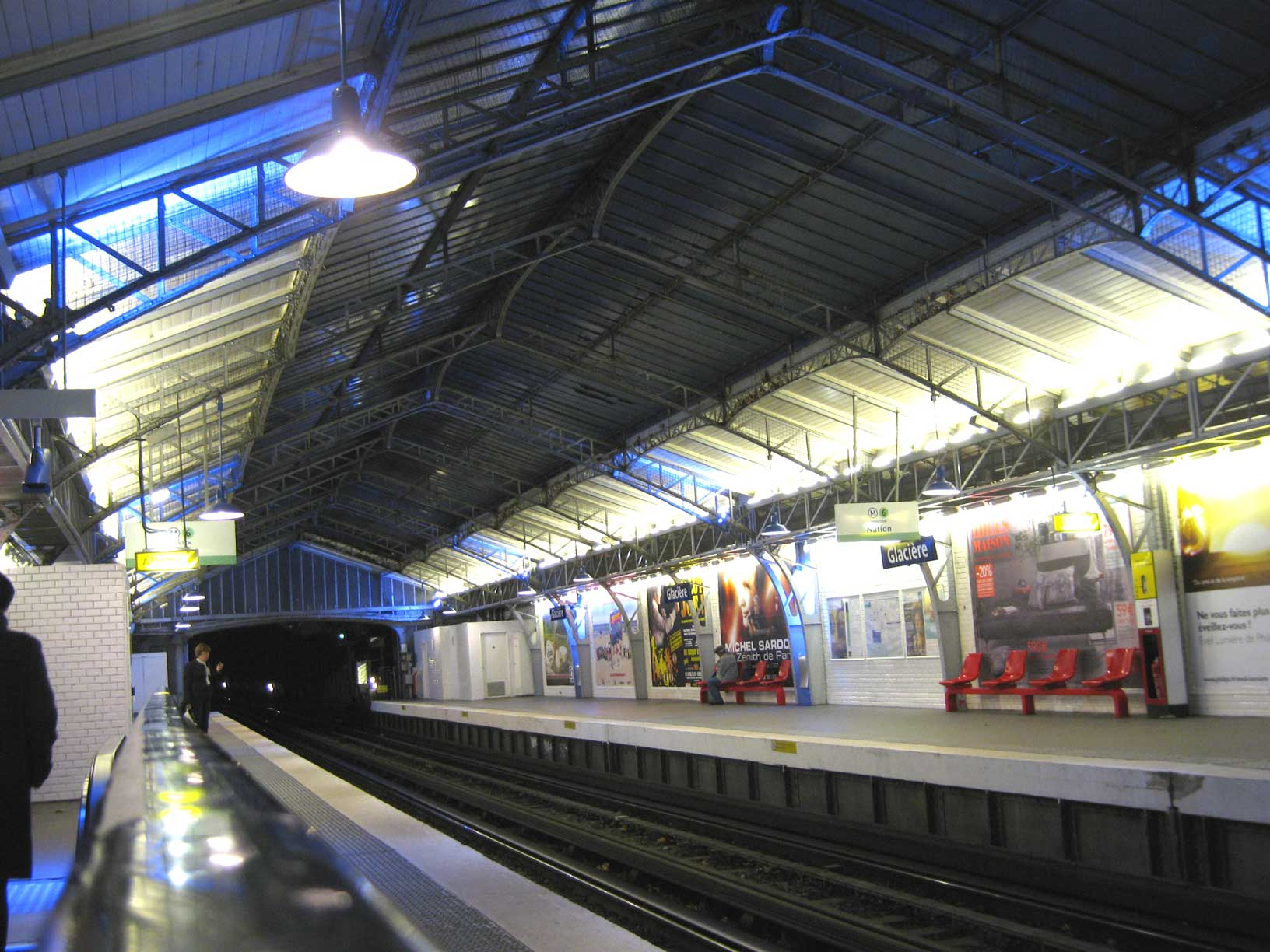
Глясьер
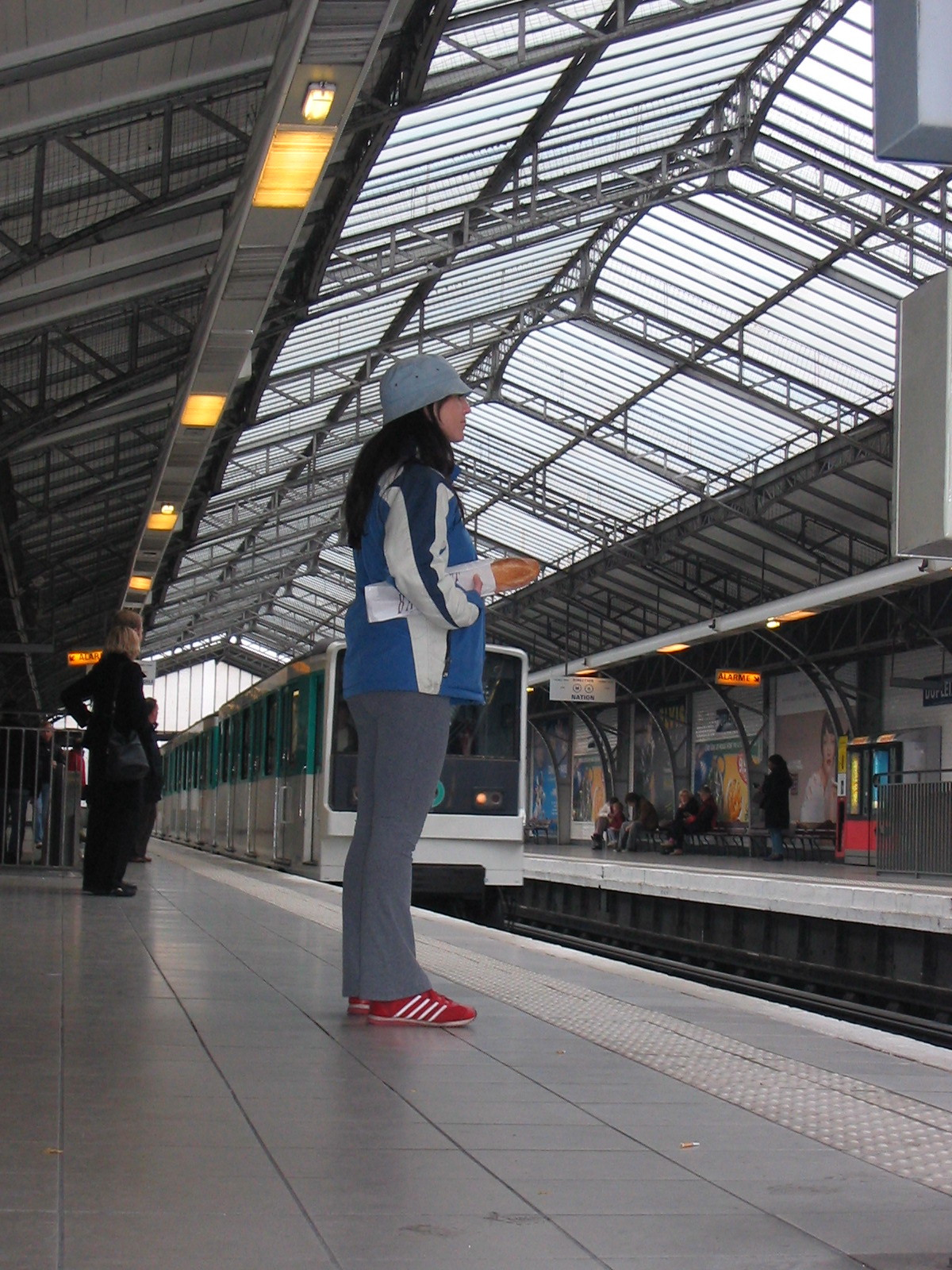
Дюплекс
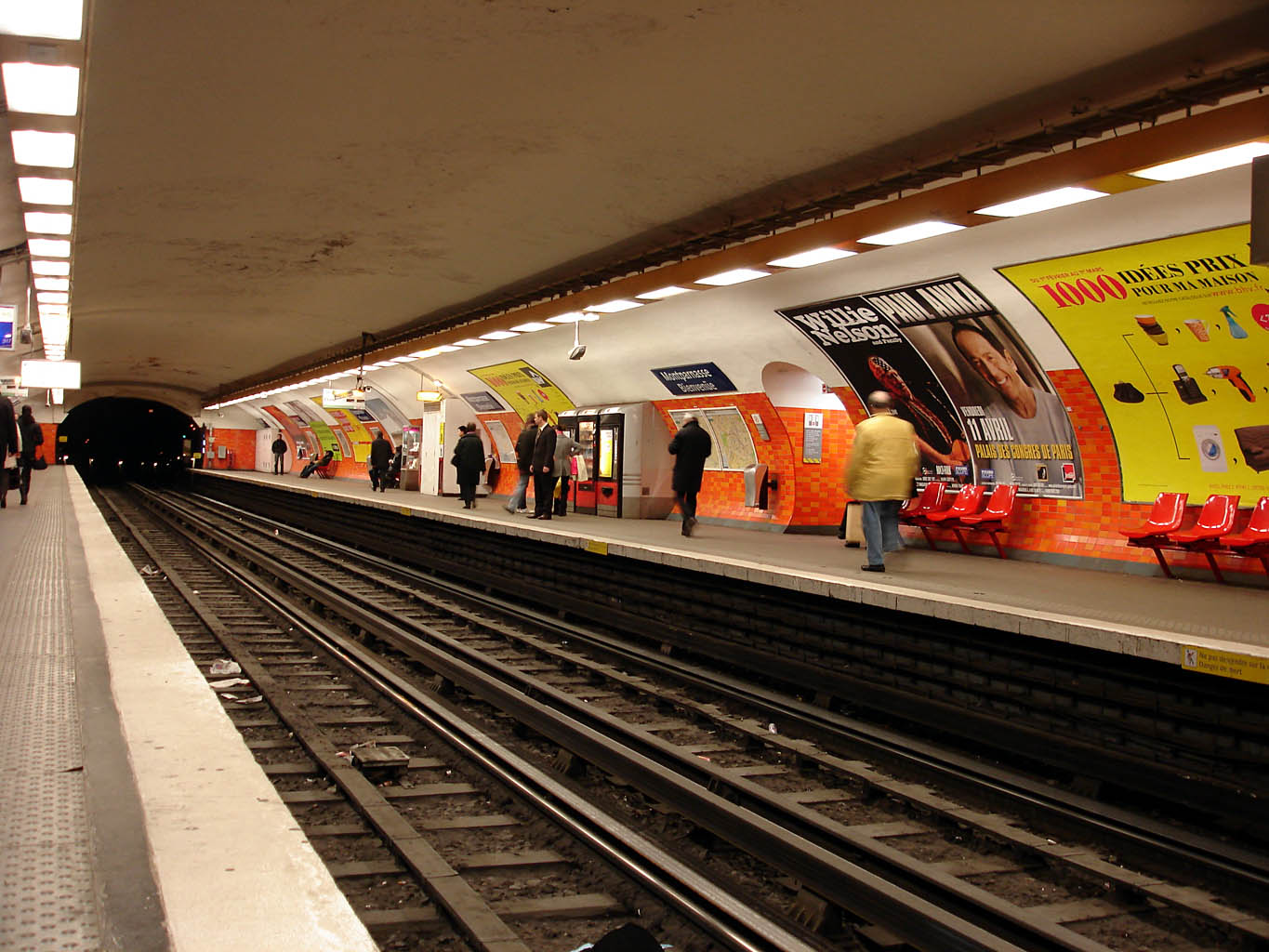
Монпарнас — Бьенвеню
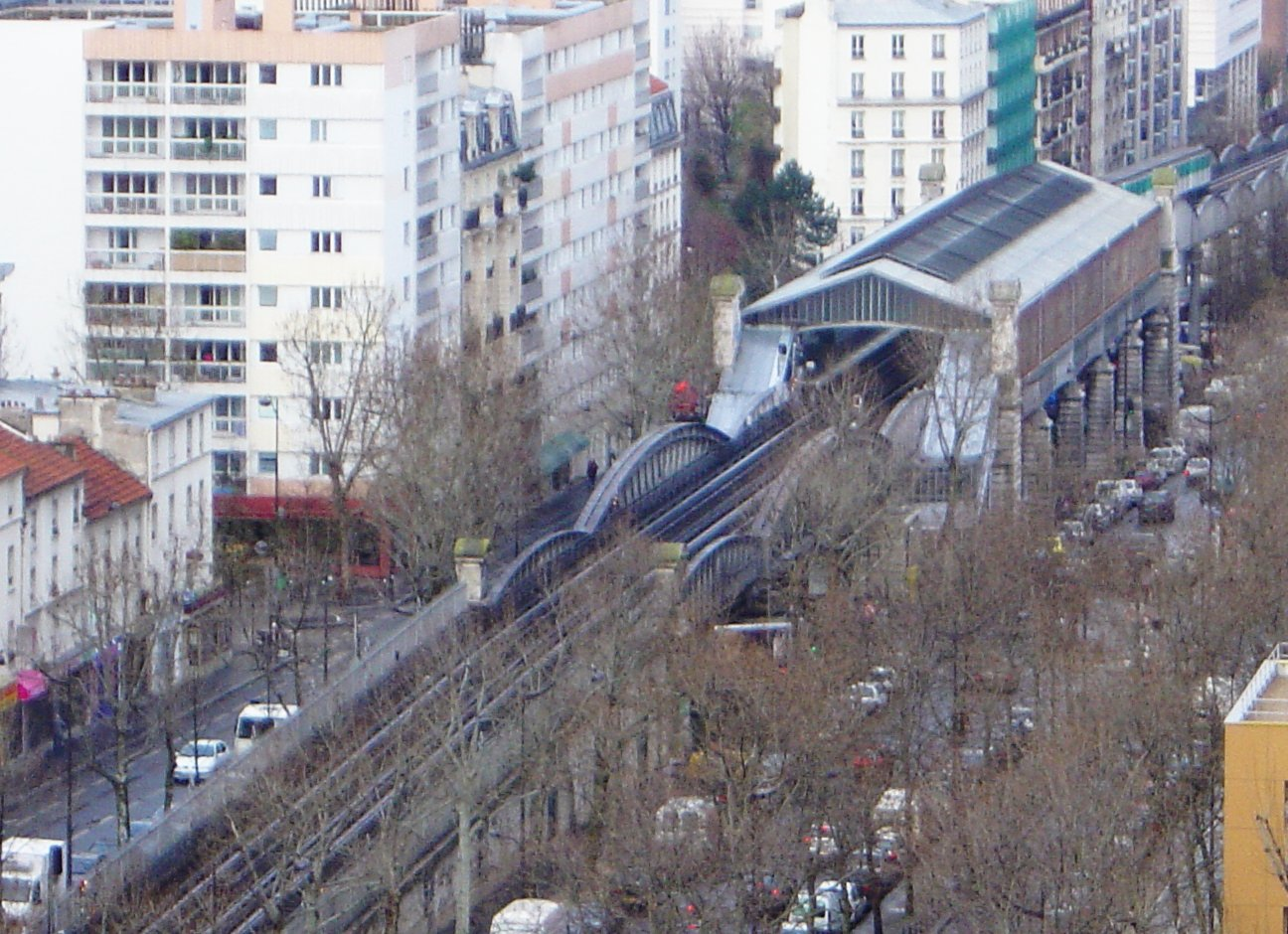
Насьональ
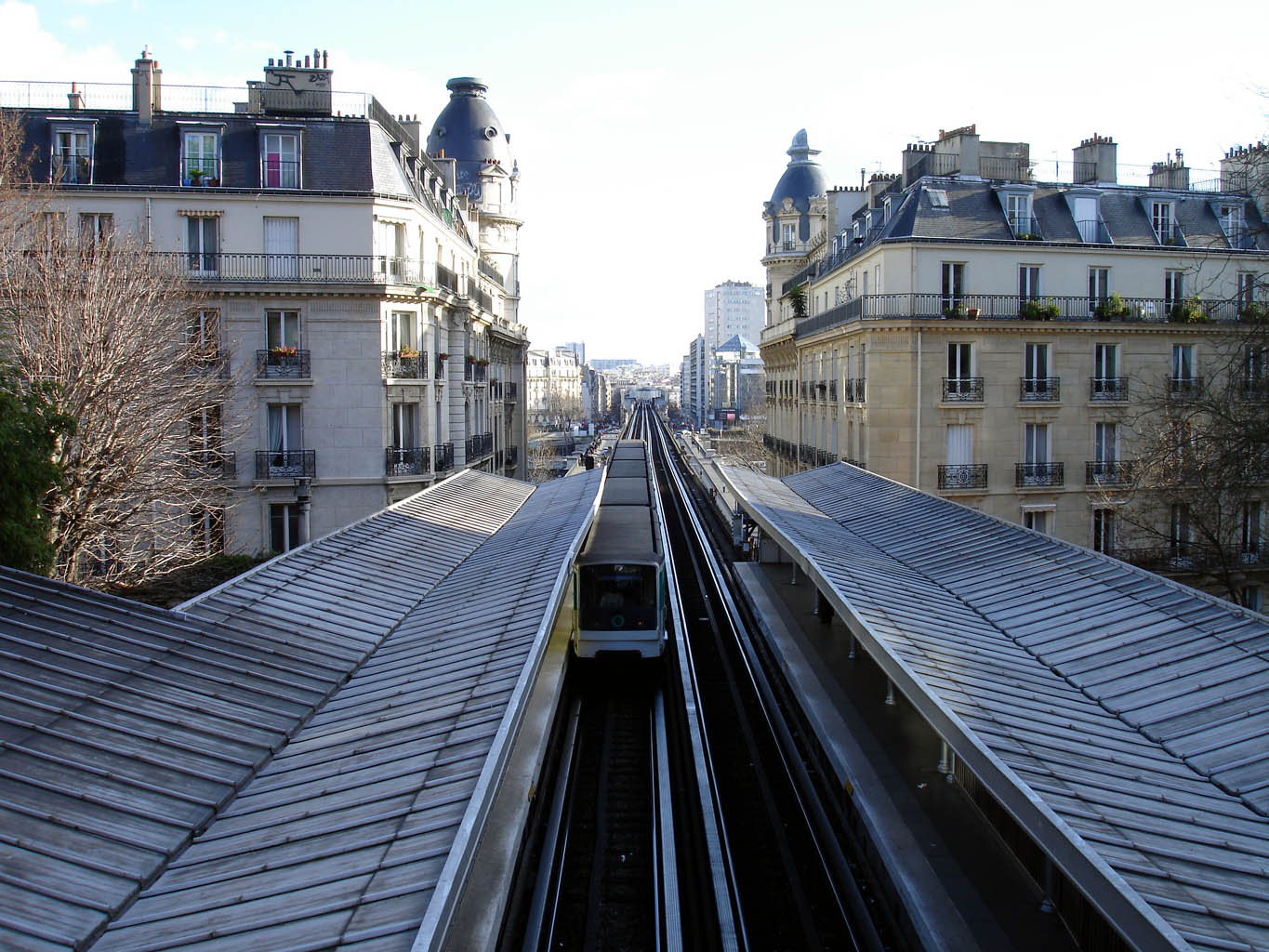
Пасси
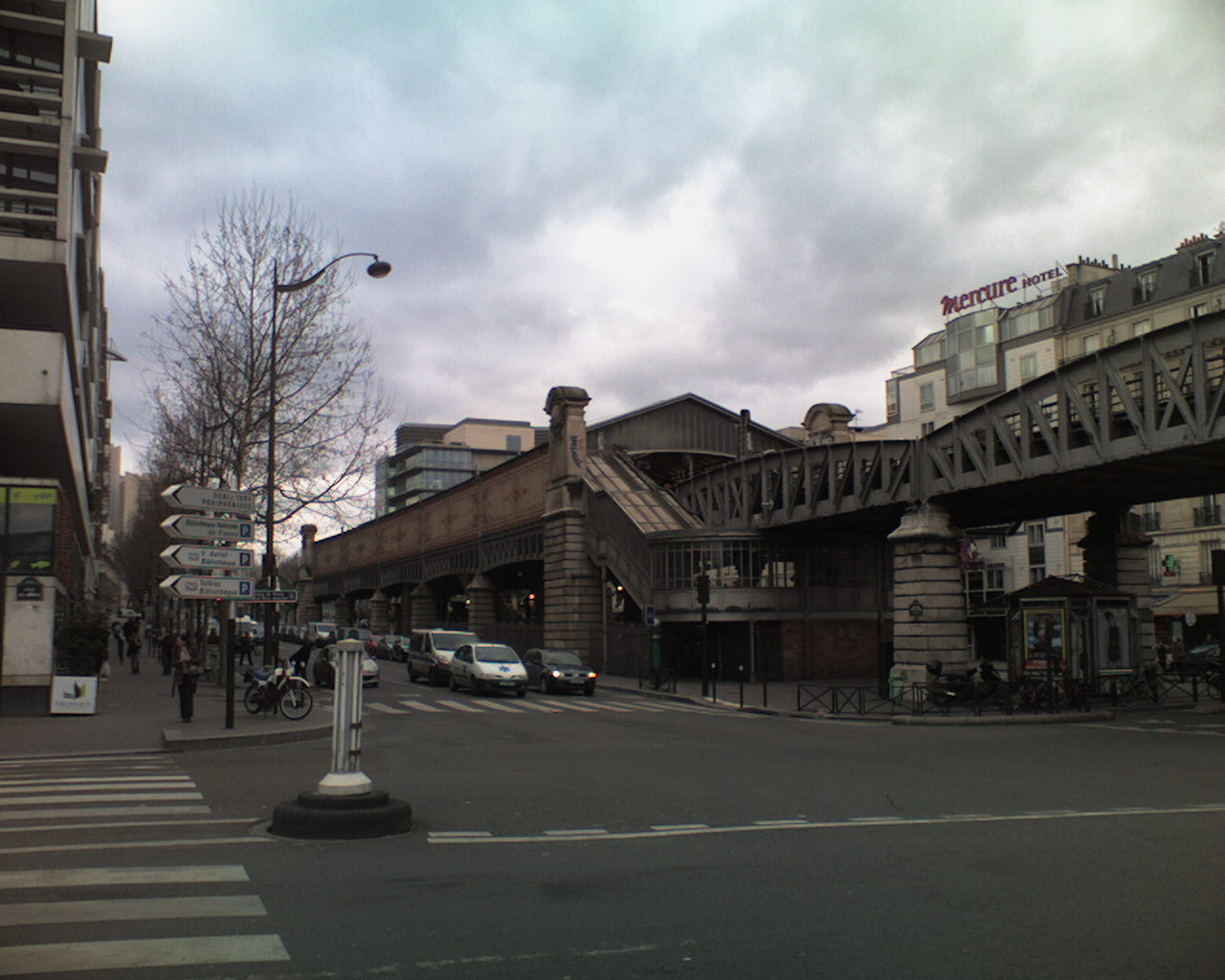
Ке-де-ля-Гар
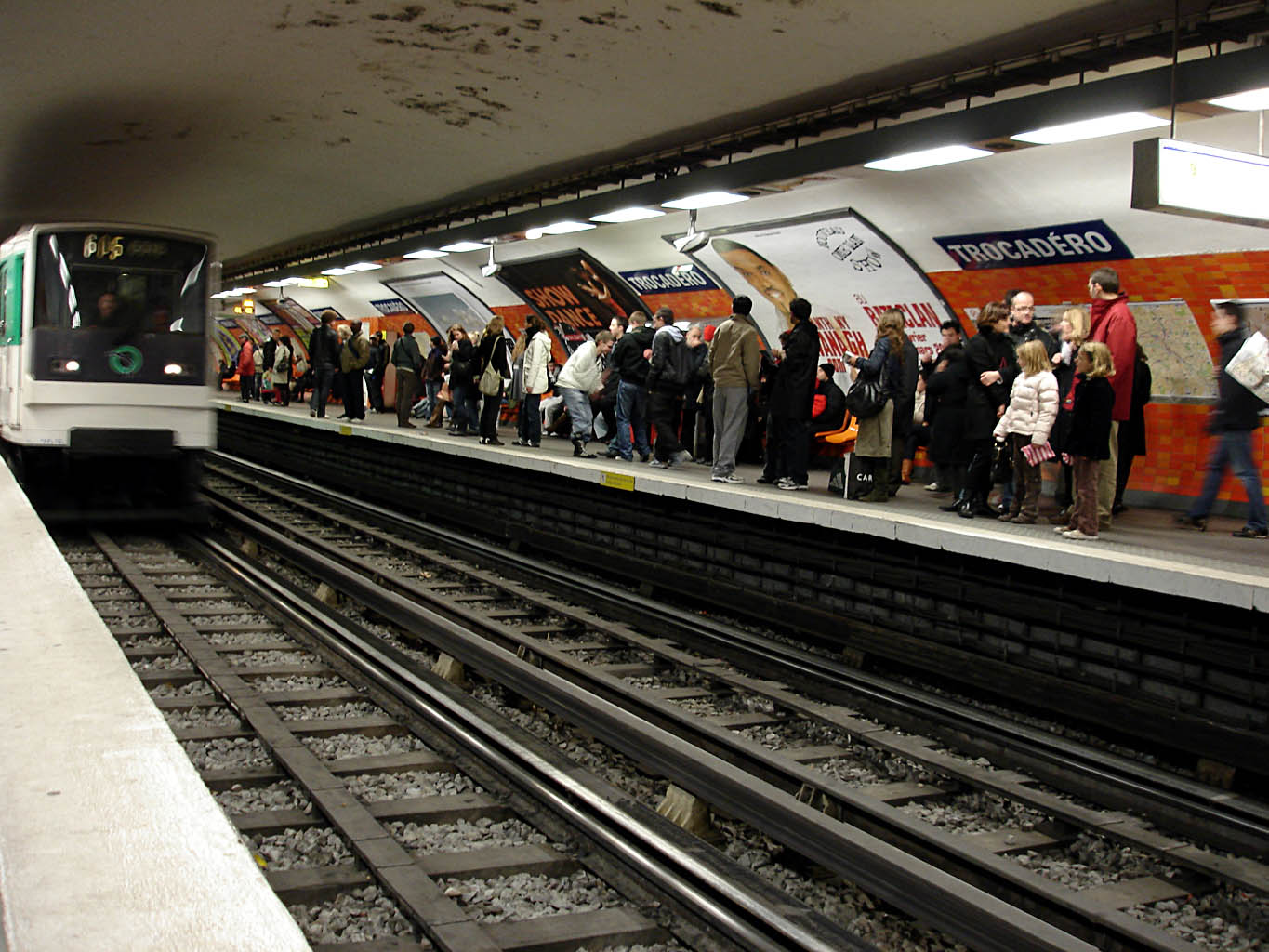
Трокадеро
- Прибытие поезда MP 73 на станцию Шарль-де-Голль — Этуаль